# Fritz Bopp
Fritz Bopp (eigentlich Friedrich Arnold Bopp; * 27. Dezember 1909 in Frankfurt am Main; † 14. November 1987 in München) war ein deutscher Physiker, der vor allem in den Bereichen Kernphysik und Quantenfeldtheorie arbeitete.

## Leben

### Jugendjahre und Zeit des Nationalsozialismus
Bopp begann das Studium der Physik und Mathematik an der Universität Frankfurt. 1932 ging er an die Universität Göttingen, um sich bei Max Born und Hermann Weyl der Theoretischen Physik zuzuwenden. Bevor es Diplom- und Masterarbeiten gab, waren Staatsexamensarbeiten als Einstiegsarbeiten zur Promotion üblich. Eine mathematische Staatsexamensarbeit fertigte er bei Hermann Weyl an. Es folgte eine physikalische Staatsexamensarbeit bei Hertha Sponer (Nachlass Deutsches Museum, München). Die Wissenschaftliche Staatsprüfung für das Höhere Lehramt legte er 1934 ab.
Die Theoretische Physik in Göttingen wurde 1933 von den Nationalsozialisten weitgehend zerschlagen. Nachdem Max Born 1933 als Direktor des Instituts für Theoretische Physik der Universität Göttingen vertrieben worden war, wurde Fritz Sauter sein kommissarischer Nachfolger. 1937 wurde Bopp bei Sauter mit einer Arbeit über die zweifache Comptonstreuung an der Universität Göttingen zum Dr. phil. promoviert.
1937 bis 1944 war er planmäßiger Assistent bei Erwin Fues an der Universität Breslau, wo er sich 1941 mit einer quantenfeldtheoretischen Arbeit zur Elektronentheorie habilitierte und zum Privatdozent ernannt wurde. In besagter Arbeit schlug Bopp vor, die Feldgleichungen der Quantenelektrodynamik um Terme mit höheren Ableitungen („Formfaktoren“) zu ergänzen (Bopp-Podolsky-Elektrodynamik). Damit nahm er ein Stück weit moderne Entwicklungen (Renormierung, effektive Feldtheorien) vorweg. Feynman würdigt diesen Zugang in seinem Lehrbuch, bezeichnet ihn aber als unzureichend (vom Standpunkt der damaligen Renormierungstheorie).
Nach der Einberufung zur Wehrmacht im April 1940 (Funker bei der Luftwaffe bei Breslau) wurde er im Januar 1941 UK gestellt, um am deutschen Atomforschungsprojekt (Uranverein) zu arbeiten. In der Folgezeit arbeitete er als Pendler zwischen der Universität Breslau, wo er Vorlesungen hielt, und dem Kaiser-Wilhelm-Institut für Physik in Berlin-Dahlem. Am 1. Februar 1945 wurde das Institut mit dem Kernreaktorprojekt nach Hechingen bzw. Haigerloch verlegt. Die Ergebnisse dieser Forschung, die damals geheimen „Kernphysikalischen Forschungsberichte“, sind inzwischen von verschiedenen Seiten veröffentlicht worden. Aus verschiedenen Gründen wurde ein kritischer Reaktorzustand vor Kriegsende nicht erreicht.
Da in Deutschland nichts vom Manhattan-Projekt bekannt war, gab es die Vorstellung, nach dem Krieg in einer neuen Schlüsselindustrie eine führende Rolle zu spielen, und die Hoffnung, das Reaktor-Experiment über das Kriegsende retten zu können. Das Labor in Haigerloch wurde zunächst von der Amerikanischen Armee (Alsos-Mission) erreicht und der Forschungsreaktor Haigerloch wurde abtransportiert. Viele der führenden Physiker wurden im Rahmen der Operation Epsilon in Farm Hall (England) interniert.
Haigerloch lag in der Französischen Besatzungszone. Als Verbleibender wurde Bopp zum amtierenden Direktor ernannt. Das zentrale Problem war, dass die französische Militärverwaltung großes Interesse an dem Projekt hatte und nicht an den vollständigen Abtransport glaubte, während die amerikanische Seite keine ausreichenden Informationen über den Abtransport herausgab. Dies führte zu ernsten Schwierigkeiten mit beiden Militärbehörden.

### Nachkriegszeit, Wissenschaftliche Leistungen, Schüler
Ab 1946 war Bopp Assistent an der Universität Tübingen. 1947 wurde er außerordentlicher Professor an der Ludwig-Maximilians-Universität München. 1950 wurde er dort Nachfolger von Arnold Sommerfeld (1868–1951) als Inhaber des Lehrstuhls für Theoretische Physik. Sommerfeld hatte sich nach der Entlassung des von den Nazis eingesetzten Wilhelm Müller, eines Vertreters der Deutschen Physik, nach dem Krieg zunächst selbst vertreten.
Bopp bemühte sich, die Sommerfeldsche Tradition weiterzuführen. Dem Wunsch Sommerfelds entsprechend war er mit Josef Meixner und Erwin Fues Bearbeiter und Herausgeber (neuerer Auflagen) von Sommerfelds berühmter Buchreihe „Vorlesungen über theoretische Physik“. Trotz mancher Schwierigkeiten war Bopps Institut einer der führenden Plätze der Theoretischen Physik im Nachkriegsdeutschland.
Wie andere ehemalige Mitglieder des Uranvereins war Bopp Mitte der 1950er Jahre Mitglied des Arbeitskreises Kernphysik der Deutschen Atomkommission, die den Aufbau der Kerntechnik in Deutschland betrieb. 1957 gehörte er zu den Göttinger Achtzehn, einer Gruppe führender Wissenschaftler, die sich in einer gemeinsamen Erklärung gegen die geplante Atomare Bewaffnung der Bundeswehr wandten.
Bopp war 1964/1965 Gründungspräsident der sich im Westen in Nachfolge des Verbandes Deutscher Physikalischen Gesellschaften (VDPG) neu konstituierenden Deutschen Physikalischen Gesellschaft (DPG) und wurde 1954 als Mitglied in die Bayerische Akademie der Wissenschaften sowie 1965 in die Deutsche Akademie der Naturforscher Leopoldina aufgenommen.
Fritz Bopp war der Herausgeber von Festschriften sowohl für Werner Heisenberg 1961 als auch für Arnold Sommerfeld 1969. Letztere enthält auch eine von Bopp verfasste Sommerfeldbiografie.
Bopp leistete in zahlreichen Veröffentlichungen zu verschiedenen Gebieten der Physik wichtige Beiträge. 1978 wurde er emeritiert.
Zu den Diplomanden und Doktoranden an seinem Institut gehörten unter anderen die Professoren Friedrich L. Bauer, Walter Blum (* 25. April 1937 in Leipzig; † 24. März 2013 in Genf), Gerhard Börner, Domenico Castrigiano (* 1946), Mario Dal Cin, Henning Genz, Rudolf Haag, Armin Hermann, Franz Himpsel, Gottfried Holzwarth (* 24. September 1941 in Schwäbisch Hall), Hans A. Kastrup, Bjong-Ro Kim († 23. Juli 2008), Klaus Lagally (* 1937), Gerhard Mack, Gustav Obermair, Herbert Pfister, Peter Ring, Reinhold Rückl, Klaus Samelson, Dieter Schildknecht (* 28. Juli 1934 in München), Ernst Werner und Wolfgang Wild.
Die Professoren Friedrich Beck, G. Höhler, Hans A. Kastrup, Hans-Joachim Meister (* 12. Januar 1927; † 10. Juli 2013), Harald J.W. Müller, Georg Süßmann, F. Wahl, E. G. Weidemann und Karl Wildermuth waren Assistenten oder Habilitanden an seinem Institut.
Bopp hatte sechs Kinder. Sein Sohn Fritz Wilhelm Bopp (* 25. Januar 1945 in Hechingen; † 24. März 2023 in Siegen) war Professor für Physik an der Universität Siegen.
Der Nachlass von Fritz Bopp mit einem Umfang von 102 Schachteln wird im Archiv des Deutschen Museums verwahrt (NL194).

## Schriften
- F. Bopp: Eine lineare Theorie des Elektrons, Annalen der Physik 38, 345–384 (1940)
- mit Oswald Riedel: Die physikalische Entwicklung der Quantentheorie. Schwab, Stuttgart 1950
- (Hrsg.): Werner Heisenberg und die Physik unserer Zeit. Vieweg, Braunschweig 1961
- mit Arnold Sommerfeld: Fifty years of quantum theory. In: Science. Bd. 113, 1951, S. 85–92
- mit Hans Kleinpoppen (Hrsg.): Physics of one and two electron atoms. Proceedings of the Arnold Sommerfeld Centennial Memorial Mecting and of the International Symposium on the Physics of the one- and two-electron atoms, Munich, 10–14 Sept. 1968. North-Holland Publishing Company, Amsterdam 1969